# 장바티스트 라마르크
장바티스트 피에르 앙투안 드 모네, 슈발리에 드 라마르크(프랑스어: Jean-Baptiste Pierre Antoine de Monet, chevalier de Lamarck, 1744년 12월 31일 ~ 1829년 12월 30일)는 프랑스의 생물학자이다. 체계적인 학설로서 최초로 진화의 개념을 제시한 사람으로서 후에 발견되는 진화론의 힌트를 제시한 사람이다.

## 생애

### 생애 초반
북프랑스의 피카르디 지방의 바장탱 르 프티에서 태어났다. 모계 혈통으로 922∼923년 프랑스 임시 국왕이었던 로베르 1세의 자손이었으며, 소귀족 계급 출신이었지만 가난했다. 의학 학교에서 의학을, 국립 식물원에서 식물학을 공부하였다.

### 학자, 교육 활동
식물학과 음악에 많은 관심을 지녔던 그는 파리의 은행에서 일하면서 의학 공부를 하기도 했으나 의사가 되지는 않았다. 장자크 루소를 만나 함께 식물을 채집하게 되며, 다른 과학에도 관심을 지니면서 특히 식물학에 집중하여 쥐시외와 함께 연구했다. 일부 동료 가운데 특히 고정설(fixsme)의 지지자였던 조르주 퀴비에에 맞서야 했으며, 정치권력에도 그리 밝지 못했다. 혁명 사상을 지지했던 그의 정치적 시각은 제정기나 왕정복고 당시의 분위기에 적합하지 않았던 것이다.
1778년 뷔퐁의 후원을 받아 《프랑스 식물지》 3권을 출판하여 호평을 받았다. 라마르크는 공화제를 지지하여 왕립 식물원 개조의 중심이 되고, 1793년 스스로 그 후신인 파리 식물원에서 무척추동물 담당교수가 되었다. 이리하여 본격화한 무척추동물 연구에서 〈동물철학〉을 낳았다. 라마르크는 자주 무신론자라는 공격을 받았는데, 그는 영적 존재는 눈에 보이지 않으므로 그에 관해서는 아무 말도 할 수 없다고 진술하고 있다. 인간 사회에 관하여는 상호부조가 공중의 행복을 가져다 준다고 주장한다.
1781~1782년 독일·헝가리 등지를 여행한 후, 《식물 사전》을 출판하였다. 그 후 1815~1822년, 《무척추 동물지》 7권을 출판, 고대 무척추 동물학의 창시자가 되었다.

### 생애 후반
그는 결혼해서 많은 자녀를 두었고, 그가 택했던 직업들은 대개 명예직으로 보수가 매우 낮아서 일생 동안 재정적인 어려움을 겪었다. 〈국립 자연사 박물관 직원 문서〉에는 다음과 같이 기록되어 있다. “라마르크, 50세, 두 차례 결혼, 여섯 자녀, 곤충, 유충, 미생물 전공의 동물학 교수.” 그는 남은 생애 동안 무척추동물학을 포함한 동물학에 전념했다. 파리에서 생을 마쳤다.
1744년 8월 1일 프랑스 피카르디 지방의 몽파르나스 묘지에 잠정적 승인을 얻어 안치되었으나 1830년 7월 혁명 당시 그의 묘소는 사라지고 말았다. 세 번 결혼하고 세 번 이혼했으며, 여덟 명의 자식이 있었으나 다섯 명만이 그보다 오래 살아남았다.

## 라마르크의 진화 이론
라마르크의 진화론도 몇 가지 점으로 보아서 프랑스 계몽사상의 흐름에서 탄생한 것은 분명한 사실이다. 그는 뷔퐁 백작의 환대를 받았으나 그의 사상은 뷔퐁보다도 급진적이었다. 그의 경우 진화론이 싹튼 토양이 된 것은 프랑스 혁명이라고 말한다. 혁명 전후의 혁신적인 분위기가 진화사상 형성에 유리했던 것만은 아니다.
기린의 목으로 상징되는 용불용설과 획득형질 유전설의 제창자로 널리 알려져 있는 라마르크는 또한 무척추동물 분류학자, 고생물학의 창시자, 생물학(biologie)의 초안자, 현대적 의미의 화석(fossile) 용어의 고안자, 진화론(transformisme)의 창시자이기도 하다. 생물학사에서 그가 남긴 가장 큰 족적은 무엇보다도 생리학이나 해부학 등의 단편적 연구들로 이루어졌던 이전의 생명 연구를 독립된 분과 학문으로서 체계화하고 여기에 ‘생물학’이라는 명칭을 부여했다는 점이다.

## 라마르크주의
1859년 다윈의 『종의 기원』이 출간되면서부터 사람들은 진화론에 많은 관심을 갖게 되었고, 생태학의 발달과 더불어 프랑스 진화학자들에게 환경 요인이 커다란 관심으로 부각되면서 라마르크의 재발견이 이루어진다. 19세기 후반에 접어들 무렵 일부 프랑스 생물학자들은 라마르크의 이론과 다윈 이론을 접목시켜 진화를 설명하고자 시도했다. 이들에게 있어 라마르크의 이론과 다윈의 이론은 점진적으로 이루어지는 연속적 진화론이라는 측면에서 양립 가능한 것으로 여겨졌으며, 실제로 다윈은 라마르크의 획득형질 유전설을 부인하지 않은 채 자신의 자연선택 이론을 바탕으로 연속적 진화를 설명했다. 이렇게 진화론의 탄생에 중요한 역할을 했던 자연의 연속성 개념은 19세기 후반에 이르러 바이스만, 멘델, 더프리스와 같은 신다윈주의자들이 주장한 자연의 비연속성 개념과 충돌을 빚게 된다. 신다윈주의자들은 생명체 진화의 전제가 되는 변이를 성의 혼합에 따르는 우연적이고 불연속적인 변이로 설명했다. 따라서 19세기 후반 생명체의 변이에 대한 설명은 점진적 변이와 돌발적 변이라는 확연히 구분되는 두 이론으로 나뉘어 수용되었다. 점진적 변이를 수용한 사람들은 라마르크의 획득형질 유전설을 지지하여 신라마르크주의를 형성했고, 돌발적 변이를 수용한 사람들은 획득형질의 비유전설을 역설하여 신다윈주의를 형성했으며, 이들 사이의 상반된 두 입장은 팽팽한 대립 구도에 놓이게 되었다.
라마르크의 이론이 지금까지 진화의 메커니즘에 관련된 이론에 한정되어 많은 오해를 불러일으키고 생물학의 창시자로서 라마르크의 위상이 묻혀온 데는 권력과 이데올로기로 점철되었던 생물학 역사상의 복잡한 사연들이 얽혀 있다. 동시대 퀴비에와의 대립을 비롯하여, 다윈주의의 등장과 더불어 19세기 중반 본격적으로 시작되었던 진화 메커니즘 논쟁은 라마르크의 이론을 왜곡하거나 부분적으로만 수용하는 경향을 유도했고, 라마르크주의는 신라마르크주의에 영입되면서 이데올로기 논쟁에 휘말려 과학의 영역으로부터 밀려나는 비운을 맞이하게 되었던 것이다. 하지만 이러한 원인 이외에도 라마르크의 위상이 제대로 평가받지 못했던 중요한 이유로 라마르크 자신의 글에 나타나는 몇 가지 문제점이 지적되기도 한다. 라마르크가 생명현상을 설명하는 데 사용했던 물리화학 이론 자체의 문제라든가 피쇼가 지적하는 구성상의 치명적인 결함에 보태어, 난해한 문체가 지리하게 반복되어 읽는 이들로 하여금 많은 인내심을 요구한다든지, 형이상학적 용어의 해석이 애매하고, 결국 오해의 소지가 많다는 맹점을 지니고 있다.

## 저서활동
- 1778년 《프랑스식물지》
- 1801년 《무척추동물의 체계》
- 1809년 《동물 철학》, 이정희 역, 지만지, ISBN 978-89-6228-259-7
- 1815년 《무척추동물지》

## 같이 보기
- 이래즈머스 다윈
- 찰스 라이엘
- 찰스 다윈

## 참고 자료
- 이 문서에는 다음커뮤니케이션(현 카카오)에서 GFDL 또는 CC-SA 라이선스로 배포한 글로벌 세계대백과사전의 내용을 기초로 작성된 글이 포함되어 있습니다.
- 본 문서에는 지식을만드는지식에서 CC-BY-SA 3.0으로 배포한 책 소개글 중 "동물철학" 의 소개글을 기초로 작성된 내용이 포함되어 있습니다.